# Université Cardinal Malula
L’université Cardinal Malula est une université publique de  la république démocratique du Congo, située dans la ville-province de Kinshasa. Sa langue d'enseignement est le français.
Elle porte le nom de Joseph-Albert Malula.

## Histoire
L’université est créée le 1er octobre 2001 à la suite de l’arrêté ministériel n°157/MINESU/CABMIN/EBK/PK/2010 du 27 septembre 2010, portant autonomisation de quelques extensions des établissements de l’enseignement supérieur et universitaire.

## Facultés
- Faculté d'agronomie
- Faculté de droit
- Faculté de médecine
- Faculté des sciences informatiques, politiques et administratives
- Faculté des sciences économiques et de gestion
- Faculté de santé publique

## Anciens étudiants notables
- Ève Bazaiba
- Stanis Bujakera Tshiamala
- Jean-Marie Lukulasi Massamba